# Idioma wab
Wab es una lengua austronesia hablado por unas 120 personas en los pueblos costeros de Wab y Saui, en la provincia de Madang, Papua Nueva Guinea.